# Junkovac (Lazarevac)
Pour les articles homonymes, voir Junkovac.
Junkovac (en serbe cyrillique : Јунковац) est un village de Serbie situé dans la municipalité de Lazarevac et sur le territoire de la ville de Belgrade. Au recensement de 2011, il comptait 834 habitants.

## Géographie

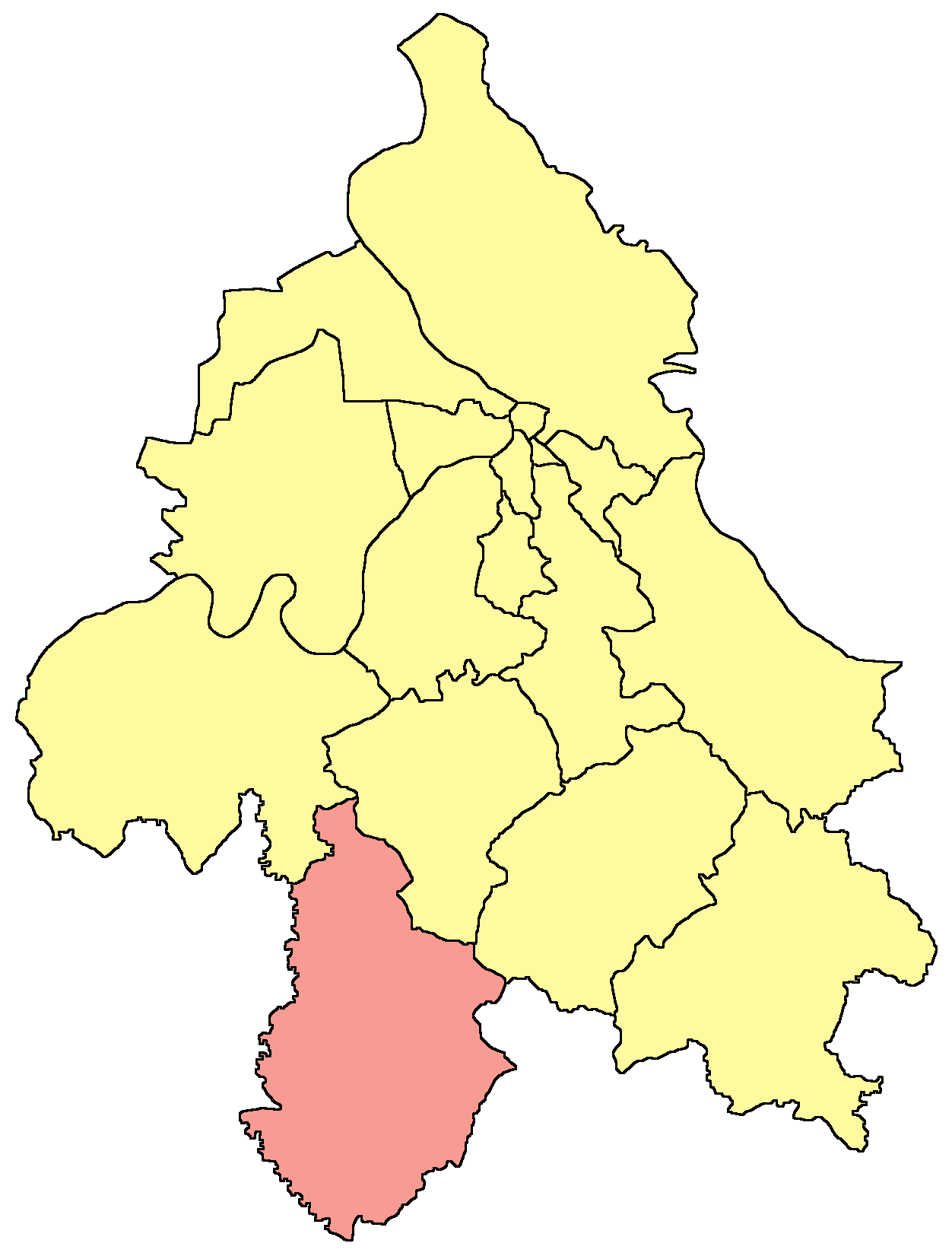
Localisation de la municipalité de Lazarevac dans la Ville de Belgrade

Junkovac est situé au nord-est de Lazarevac.

## Histoire
Pendant la domination autrichienne (1718-1739), le village est mentionné sous le nom de Juncowze. En 1818, après le second soulèvement serbe contre les Ottomans (1815), il comptait 26 foyers et faisait partie du domaine du prince Gošnjić et, en 1822, il en comptait 28 et appartenait au domaine du prince Stanojević. Selon le recensement de 1921, Junkovac comptait 141 foyers et 1 021 habitants.

## Démographie

### Évolution historique de la population
| 1948  | 1953  | 1961  | 1971  | 1981  | 1991  | 2002 | 2011 |
| ----- | ----- | ----- | ----- | ----- | ----- | ---- | ---- |
| 1 450 | 1 349 | 1 322 | 1 172 | 1 057 | 1 057 | 984  | 834  |

|  |

### Données de 2002
Pyramide des âges (2002)
En 2002, l'âge moyen de la population était de 41,2 ans pour les hommes et 42,1 ans pour les femmes.
Répartition de la population par nationalités (2002)
En 2002, les Serbes représentaient 96,23 % de la population.

### Données de 2011
En 2011, l'âge moyen de la population était de 44,3 ans, 43,2 ans pour les hommes et 45,3 ans pour les femmes.

## Éducation
Junkovac possède une école élémentaire, l'école Slobodan Penezić Krcun, qui dispose d'annexes à Mirosaljci et Arapovac.

## Tourisme
La maison de la famille Krdžalić, à Junkovac, qui remonte à la première moitié du XIXe siècle, est inscrite sur la liste des monuments culturels protégés de la république de Serbie et sur la liste des biens culturels de la Ville de Belgrade.